# Kuba Ryba
Kuba Ryba (* 6. srpna 1984, Kutná Hora) je český hudební skladatel, textař a zakládající člen, zpěvák a baskytarista hudební skupiny Rybičky 48. Je synem skladatele a baskytaristy Pavla Jakuba Ryby.
V roce 2019 se oženil s přítelkyní Dominikou po devítiletém vztahu. V dubnu 2021 se jim narodil první syn Lemmy. Své křestní jméno Jakub si nechal změnit na Kuba.

## Působení v hudebních skupinách
- 1997–1998 – Šedý Tetřev
- 1998–2001 – Nawzdory
- 2000–2002 – Wootochit
- 2002–současnost – Rybičky 48